# Carnival Vol. II: Memoirs of an Immigrant
Carnival Vol. II: Memoirs of an Immigrant är namnet på ett musikalbum av Wyclef Jean från 2007.

## Låtlista
| Nr | Title                                     | Featured guest(s)                                                                               | Time  |
| -- | ----------------------------------------- | ----------------------------------------------------------------------------------------------- | ----- |
| 1  | "Intro"                                   |                                                                                                 | 0:26  |
| 2  | "Riot (Trouble Again)"                    | Serj Tankian & Sizzla                                                                           | 5:15  |
| 3  | "Sweetest Girl (Dollar Bill)"             | Akon, Lil’ Wayne & Niia                                                                         | 3:59  |
| 4  | "Welcome to the East"                     | Sizzla                                                                                          | 4:18  |
| 5  | "Slow Down"                               | T.I.                                                                                            | 5:17  |
| 6  | "King and Queen"                          | Shakira                                                                                         | 3:23  |
| 7  | "Fast Car"                                | Paul Simon                                                                                      | 4:03  |
| 8  | "What About The Baby"                     | Mary J. Blige                                                                                   | 3:36  |
| 9  | "Hollywood Meets Bollywood (Immigration)" | Chamillionaire, Aadesh Shrivastava                                                              | 4:53  |
| 10 | "Any Other Day"                           | Norah Jones                                                                                     | 4:11  |
| 11 | "Heaven’s In New York"                    |                                                                                                 | 4:47  |
| 12 | "Selena"                                  | Melissa Jiménez                                                                                 | 4:04  |
| 13 | "Touch Your Button Carnival Jam"          | will.i.am, Melissa Jiménez, Machel Montano, Daniela Mercury, Black Alex, Shabba & Djakout Muzik | 13:29 |
| 14 | "Outro"                                   |                                                                                                 | 0:23  |
| 15 | "On Tour" (Bonus Track)                   | Lucina                                                                                          | 3:43  |
| 16 | "China Wine" (Bonus Track)                | Sun, Elephant Man & Tony Matterhorn                                                             | 3:15  |

## Carnival Vol. II: Memoirs Of An Immigrant (Deluxe Edition)

### CD1

#### Låtlista
| Nr | Title                                              | Featured guest(s)                                                                               | Time  |
| -- | -------------------------------------------------- | ----------------------------------------------------------------------------------------------- | ----- |
| 1  | "Intro"                                            |                                                                                                 | 0:26  |
| 2  | "Riot (Trouble Again)"                             | Serj Tankian & Sizzla                                                                           | 5:15  |
| 3  | "Sweetest Girl (Dollar Bill)"                      | Akon, Lil’ Wayne & Niia                                                                         | 3:59  |
| 4  | "Welcome to the East"                              | Sizzla                                                                                          | 4:18  |
| 5  | "Slow Down"                                        | T.I.                                                                                            | 5:17  |
| 6  | "King and Queen"                                   | Shakira                                                                                         | 3:23  |
| 7  | "Fast Car"                                         | Paul Simon                                                                                      | 4:03  |
| 8  | "What About The Baby"                              | Mary J. Blige                                                                                   | 3:36  |
| 9  | "Hollywood Meets Bollywood (Immigration)"          | Chamillionaire, Aadesh Shrivastava                                                              | 4:53  |
| 10 | "Any Other Day"                                    | Norah Jones                                                                                     | 4:11  |
| 11 | "Heaven’s In New York"                             |                                                                                                 | 4:47  |
| 12 | "Selena"                                           | Melissa Jiménez                                                                                 | 4:04  |
| 13 | "Touch Your Button Carnival Jam"                   | will.i.am, Melissa Jiménez, Machel Montano, Daniela Mercury, Black Alex, Shabba & Djakout Muzik | 13:29 |
| 14 | "Outro"                                            |                                                                                                 | 0:23  |
| 15 | "Dollar Bill" (Rhapsody Originals Version) (Bonus) |                                                                                                 | 4:32  |
| 16 | "Slow Down" (Rhapsody Originals Version) (Bonus)   |                                                                                                 | 4:25  |
| 17 | "President" (Rhapsody Originals Version) (Bonus)   |                                                                                                 | 3:07  |

### CD2

#### Låtlista
| Nr | Title                               | Featured guest(s)                     | Time |
| -- | ----------------------------------- | ------------------------------------- | ---- |
| 1  | "Milion Voices"                     | African Children's Choir              | 4:22 |
| 2  | "Emmanuelle"                        |                                       | 3:39 |
| 3  | "Sweetest Girl (Dollar Bill) Remix" | Akon, Lil Wayne, Raekwon med Niia     | 3:52 |
| 4  | "China Wine"                        | Sun, Elephant Man och Tony Matterhorn | 3:16 |
| 5  | "On Tour"                           | Lucina                                | 3:43 |